# Stenurella hybridula
Stenurella hybridula là một loài bọ cánh cứng trong họ Cerambycidae.